# Hawkinge
Hawkinge è un comune e parrocchia civile dell'Inghilterra, appartenente alla contea del Kent.